# Surtur (astronomia)
Surtur (designazione provvisoria S/2006 S 7) è un satellite naturale di Saturno. La sua scoperta è stata annunciata da Scott Sheppard, David Jewitt, Jan Kleyna, Brian Marsden il 26 giugno 2006 dalle osservazioni effettuate tra gennaio e aprile 2006. Ad aprile 2007 gli venne assegnato il nome che deriva da Surtr, un gigante del fuoco della mitologia norrena.
Ha un diametro di circa 6 km e orbita attorno a Saturno in moto retrogrado ad una distanza media di 22 243 600 km in 1238,575 giorni.